# Ernst Klaar

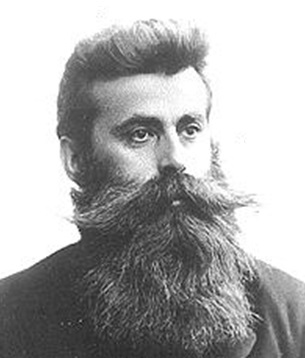
Ernst Klaar

Ernst Klaar (* 25. Dezember 1861 in Chemnitz; † 13. Oktober 1920 in Klotzsche bei Dresden) war ein deutscher Schriftsteller.

## Leben
Klaar kam in Chemnitz zur Welt und verbrachte seine Kindheit in Kappel, wo er die Dorfschule besuchte. Er ließ sich in Chemnitz zum Schriftsetzer ausbilden und begab sich anschließend auf Reisen durch Europa. Er besuchte unter anderem die Schweiz, Dänemark und Luxemburg und lebte ab 1884 in Dresden. Hier arbeitete er zunächst als Schriftsetzer. Seinen Beruf gab er 1888 auf, trat in die SPD ein und wurde ab 1888 journalistisch tätig. Er schrieb für sozialistische Zeitungen und veröffentlichte Beiträge unter anderem in der Dresdner Volkszeitung. Zusammen mit Heinrich von Reder und Otto Erich Hartleben gehörte er zu den Mitarbeitern der Satirezeitschrift Der süddeutsche Postillion, die von Eduard Fuchs herausgegeben wurde. Die Zeitschrift veröffentlichte eine Reihe von Aphorismen und Gedichten. Ab 1910 schrieb Klaar auch für den Wahren Jakob, eine eher reformistische Zeitschrift.
Daneben veröffentlichte er sozialistische Gedichte, rechnete in seinem Gedichtband Knute und Bombe mit zaristischen Verhältnissen ab und veröffentlichte Turner- und Massenlieder. Als Mitherausgeber fungierte er bei den Gedichtbänden Der 1. Mai im Spiegel der Dichtung (1891) und Aus dem Klassenkampf (1894). Im Jahr 1905 nahm Klaar seinen ständigen Wohnsitz in Dresden. Er nahm aktiv am Ersten Weltkrieg teil und verbrachte seine letzten Lebensjahre in Klotzsche. Hier verstarb er 1920 im Alter von 58 Jahren und wurde auf dem Alten Friedhof Klotzsche beigesetzt.

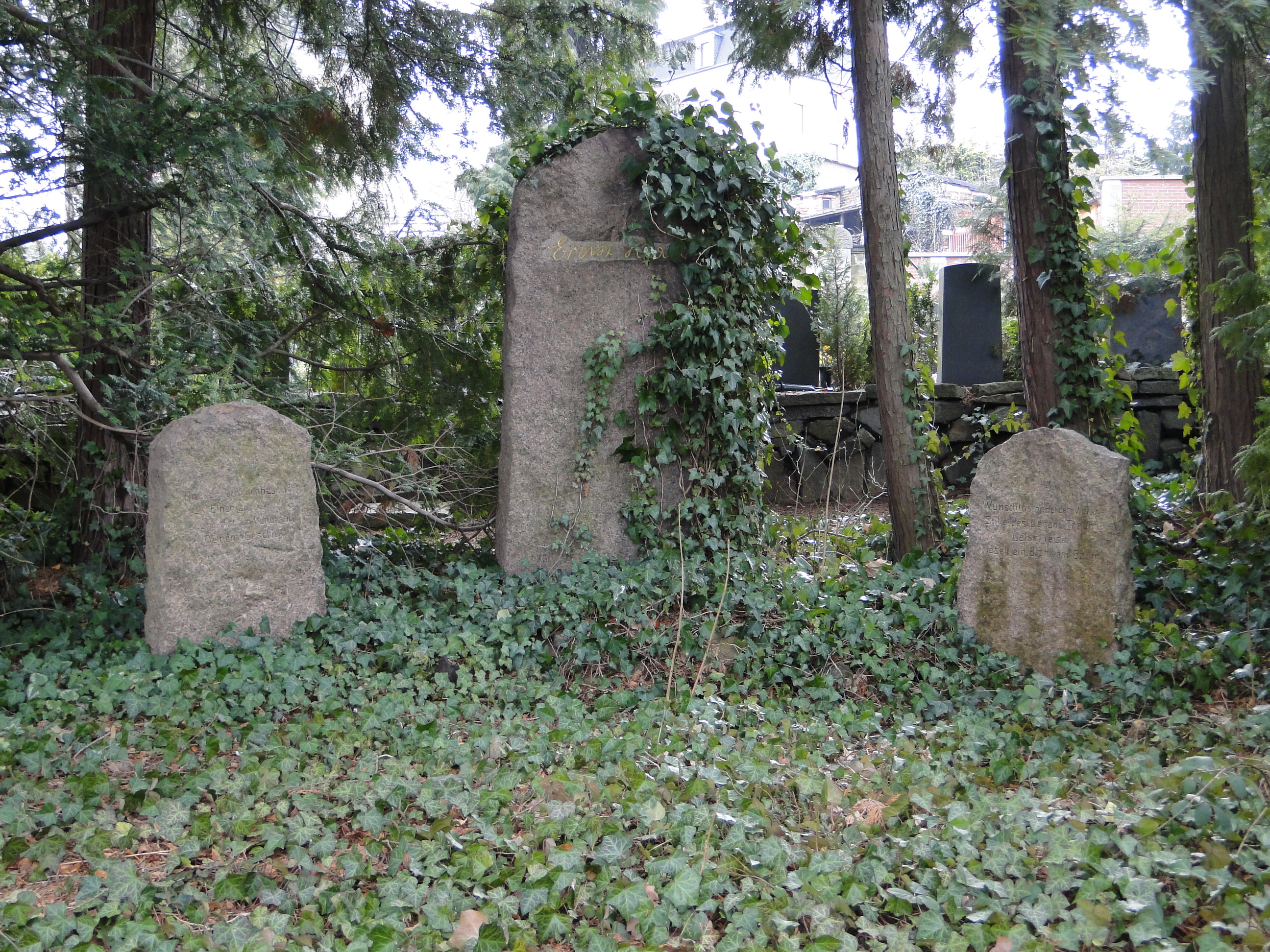
Grab Ernst Klaars in Dresden-Klotzsche

## Werke (Auswahl)
- 1890: Neues Brehm’s Tierleben politisch-satyrische Parodie München: M. Ernst, 28 S.
- 1891: Der 1. Mai im Spiegel der Dichtung Monographie
- 1894: Aus dem Klassenkampf soziale Gedichte. Herausgegeben von Eduard Fuchs, Karl Kaiser, Ernst Klaar München: M. Ernst, 136 S.
- 1902: Zum Gedächtnis Manfred Wittichs 1851–1902 von Ernst Klaar in Süddeutscher Postillon. Band 21 Heft 15
- 1905: Knute und Bombe Lieder und Gesänge für ein freies Rußland München: M. Ernst 47 S.
- 1906: Worte der Weihe Prologe für Arbeiterfeste : Parteitage, politische Arbeitervereine, Arbeiterbildungsvereine, Gewerkschaften, Krankenkassen, Arbeiter-, Turn- und Gesangvereine, Frauenvereine, Konsumvereine, Naturheilvereine Band 1 München: M. Ernst
- o. Jg.: Gedanken eines arbeitslosen Philosophen (Aphorismen-Sammlung)

### Rezensionen
- Der Mörder
- Geschichten aus dem vollen Leben